# Nikolai Kryukov
Nikolai Kryukov (Moscou, 11 de novembro de 1978) é um ginasta russo, que compete em provas de ginástica artística.
Em sua cidade natal, Voronei, Nikolai iniciou-se na ginástica ainda no jardim de infância, aos cinco anos, sob o apoio do pai, que dizia que a modalidade traria o verdadeiro homem de dentro dele. Sua mãe, todavia, esperava que o filho fosse estudioso, talvez um poeta, mas a dedicação do menino voltou-se realmente para a ginástica.
Em 1996, no Campeonato Europeu Júnior, disputado aos dezoito anos, conquistou suas primeiras medalhas em uma competição de grande porte: foi o medalhista de ouro por equipes e no cavalo com alças, e de prata no concurso geral e nas barras paralelas. No mesmo ano, foi ainda campeão russo da categoria sênior. Conhecido como o Mr. Nice Guy na ginástica, por sua lealdade, modéstia e cavalheirismo, o atleta possui como os maiores êxitos da carreira, duas medalhas olímpicas: de ouro nos Jogos de Atlanta e bronze nos Jogos de Sydney, ambas por equipes. Além, é detentor de sete medalhas mundiais, destacada a vitória do individual geral no Campeonato de Tianjin; três continetais, duas delas individuais e cinco medalhas em uma edição da Universíada, em Mallorca, em 1999.
Em 2008, participou de sua terceira Olimpíada, os Jogos de Pequim, cujos resultados o mantiveram fora dos pódios do concurso geral e das barras paralelas.